# Borobino
Borobino (ros. Боробино) – wieś (dieriewnia) w Rosji, w obwodzie irkuckim, w rejonie kujtuńskim. W 2010 liczyła 39 mieszkańców.